# Нёгордах
Нёгордах (устар. Ньогоордоох; якут. Ньоҕордоох) — река в Кобяйском улусе Якутии, приток реки Лена. Длина — 19 км. Впадает в Лену слева на расстоянии 1254 км от её устья. На 3,2 км от устья справа впадает река Хатырыктах.

## Данные водного реестра
По данным государственного водного реестра России и геоинформационной системы водохозяйственного районирования территории РФ, подготовленной Федеральным агентством водных ресурсов:
- Бассейновый округ — Ленский
- Речной бассейн — Лена
- Речной подбассейн — Лена между впадением Алдана и Вилюя
- Водохозяйственный участок — Лена от впадения Алдана до впадения Вилюя